# Kavárna Era

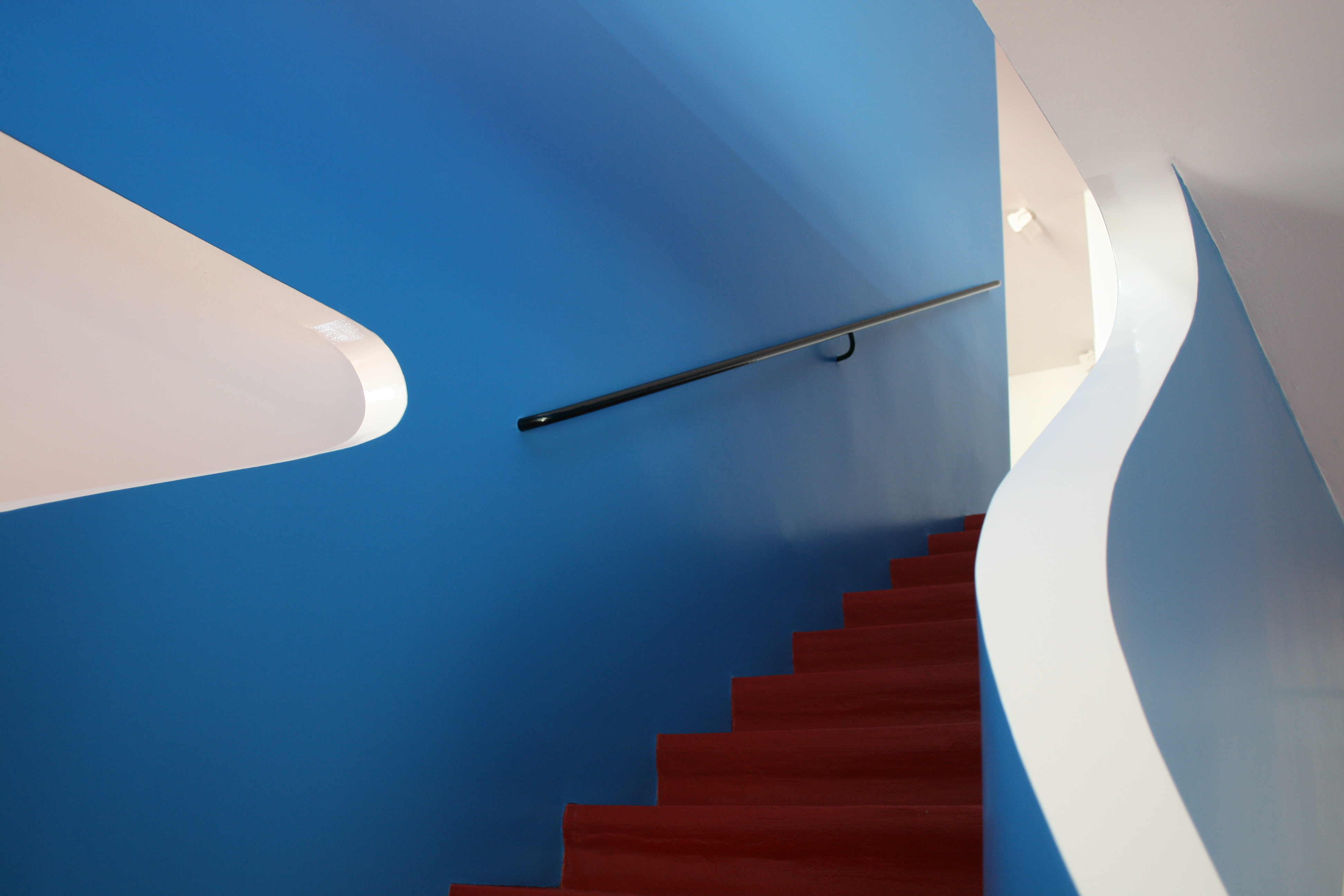
Schodiště v přízemí kavárny.

Kavárna Era je funkcionalistická stavba s funkční kavárnou v Brně ve čtvrti Černá Pole. Stojí na Zemědělské ulici číslo orientační 30, v městské části Brno-sever.

## Architektura
Budovu kavárny Era, postavenou v letech 1928–1929, navrhl architekt Josef Kranz ve funkcionalistickém stylu v roce 1927. Průčelí kavárny působící téměř plakátově odkazuje na autorovu inspiraci „grafickou“ architekturou holandské skupiny De Stijl.
Dominantou interiéru je schodiště ve tvaru šroubovice, spojující dvě patra kavárny. Téměř celé přízemí zabíral restaurační provoz, v prvním patře byla kavárna s kulečníkovou hernou a terasou. Ve druhém patře se nacházel byt majitele doplněný střešní terasou.

## Historie

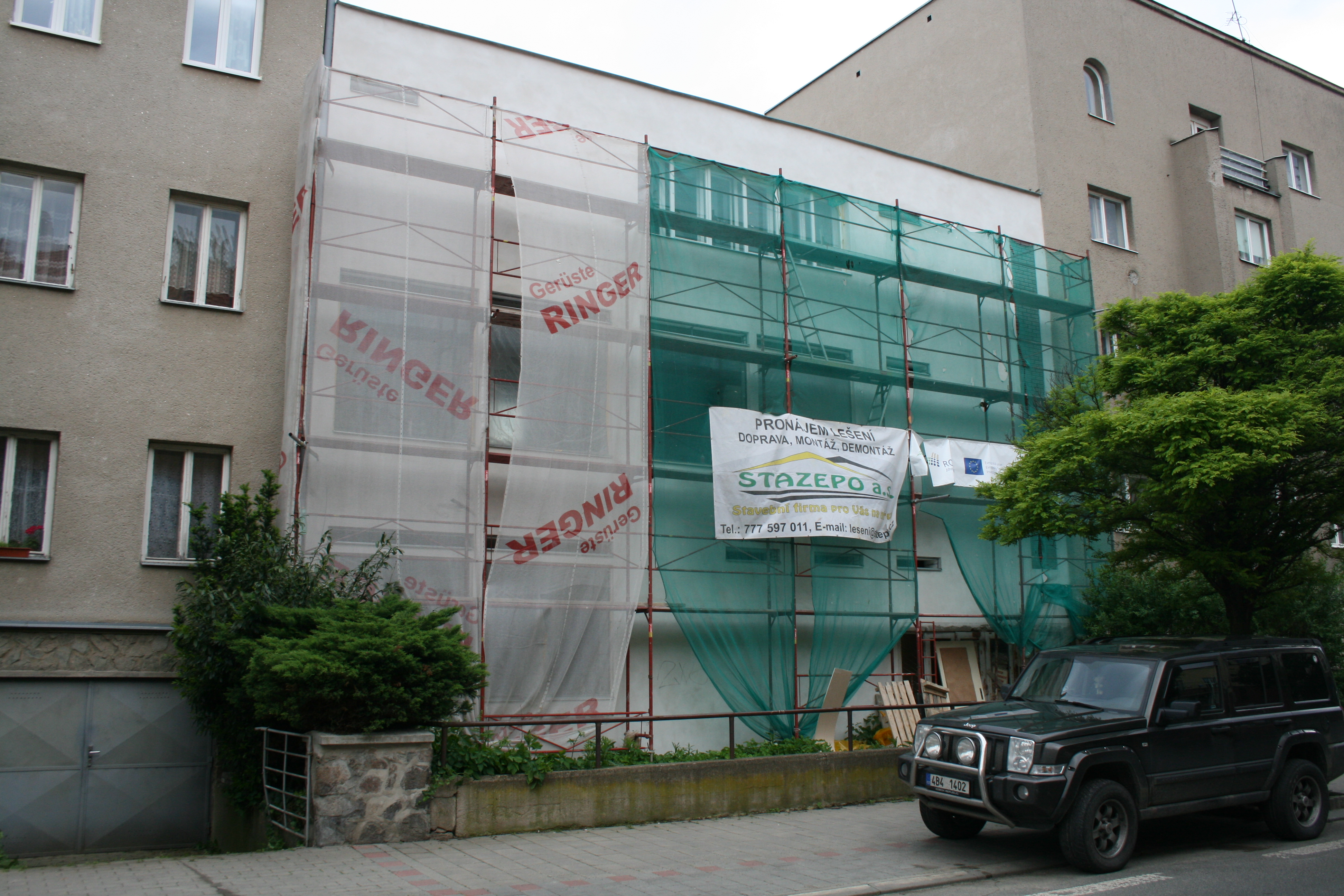
Rekonstrukce Kavárny Era v roce 2010.

Kavárna byla v roce 1959 znárodněna a poté provozována jako pivnice. V sedmdesátých letech 20. století byla zanedbaná budova převedena do správy Vysoké školy zemědělské. V roce 1977 byla zařazena do seznamu kulturních památek, avšak chátrala dále a následujícího roku přestala sloužit svému účelu. V roce 1991 byla budova v restituci vrácena potomkům původního majitele, avšak došlo k jejímu dalšímu poškození necitlivými úpravami.
Na sklonku roku 2008 by schválen projekt občanského sdružení Studio 19, které s majitelem domu uzavřelo smlouvu o dlouhodobém užívání památky. A z evropských fondů, konkrétně z Regionálního operačního programu ROP – Jihovýchod, bylo na projekt vyčleněno přes sedm milionů korun, tedy zhruba 60 procent z celkového rozpočtu. S pomocí dotace Studio 19 zajistilo rekonstrukci kavárny a od jara 2011 obnovilo kavárenský provoz.